# Moshé Feinstein
Moshe Feinstein (en hebreo: משה פיינשטיין) (Gobernación de Minsk, 3 de marzo de 1895 - Nueva York, 23 de marzo de 1986), fue un rabino ortodoxo, un erudito de la ley judía, la Halajá y un Posek, (una persona que toma decisiones), está considerado como una autoridad por los judíos ortodoxos de América, que se refieren a él simplemente como Rev Moshe. Sus decisiones jurídicas son ampliamente citadas en la literatura rabínica.

## Obras
La mayor notoriedad del Rabino Feinstein proviene de una vida dedicada a responder a las preguntas halájicas que le formulaban los judíos de los Estados Unidos y del Mundo. El Rabino Feinstein ha escrito cerca de 2.000 respuestas que tratan sobre una amplia gama de temas relacionados con la práctica de la religión judía en los tiempos modernos. Algunos artículos de responsa rabínica se encuentran en su comentario talmúdico (Dibros Moshe), otros circulan informalmente, y 1.883 artículos de responsa rabínica se publicaron junto con su trabajo Igrot Moshe (en español: Las Epístolas de Moisés).  Algunas de las primeras obras de Feinstein, incluido un comentario sobre el Talmud de Jerusalén, fueron destruidas por las autoridades soviéticas. Entre los escritos del Rabino Feinstein se incluyen:
- Igros Moshe ("Las Epístolas de Moisés"), es una obra clásica de responsa rabínica. Son siete volúmenes que fueron publicados mientras Feinstein estaba vivo; un octavo volumen, publicado póstumamente, fue editado por el esposo de su sobrina Rapaport y fue publicado por Rapaport y por su sobrino el Rabino Mordecai Tendler, aunque dicha obra no ha sido aceptada universalmente. También fue publicado póstumamente un noveno volumen.

- Dibros Moshe ("Las Palabras de Moisés"), una obra escrita en once volúmenes de novelas talmúdicas.

- Darash Moshe ("Moisés explica", refiriéndose al Libro de Levítico 10:16), novelas sobre la Torá que fueron publicadas póstumamente.